# Ursula Reutner
Ursula Reutner (Bayreuth, Alemania, 6 de octubre) es una lingüista alemana y catedrática de Lenguas y Culturas Románicas en la Universidad de Passau. Está internacionalmente reconocida por su investigación en el campo de estudios románicos y de la comunicación intercultural. Por sus estudios ha ganado distinciones internacionales como el Prix Germaine de Staël o el Premio Elise Richter y ha sido designada Doctora honoris causa por la Universidad del Salvador (Buenos Aires).

## Vida
Ursula Reutner estudió administración de empresas a nivel europeo, filosofía, historia del arte así como inglés, francés, italiano y español (lingüística y literatura) en la Universidad de Bamberg y en la Sorbonne (París IV). En 2004, recibió su doctorado con una tesis sobre lengua e identidad por la Universidad de Augsburgo. Su segundo doctorado, “Habilitación”, lo obtuvo en Filología Románica 2007 con una tesis sobre tabúes lingüísticos presentada también en la Universidad de Augsburgo. En 2007-2008, fue profesora titular de la cátedra de Lingüística de Lenguas Románicas en la Universidad de Duisburg-Essen. Igualmente, realizó estancias como profesora visitante y como investigadora en Francia, Italia, España, Canadá, México, Argentina y Brasil. Desde 2009, es profesora titular de la cátedra de Lenguas y Culturas Románicas en la Universidad de Passau. Ha rechazado dos ofertas de cátedra en la Universidad de Heildelberg y en la Universidad de Paderborn. Reutner es miembro de numerosas asociaciones de lenguas románicas y pertenece desde 2010 al consejo asesor de la revista Romanistik in Geschichte und Gegenwart. De 2014 a 2018, fue vicepresidenta de Relaciones Internacionales de la Universidad de Passau. Desde 2010, es directora científica del Instituto de Comunicación Intercultural y desde 2014, directora del Centro de Idiomas de su universidad.

## Investigación
Ursula Reutner se destaca por su investigación sobre sociedades bi- y multilingües de la francofonía o hispanofonía y comunicación intercultural. Otros temas se centran en las relaciones entre lengua y poder y tratan tabúes lingüísticos y comportamiento lingüístico ejemplar con base en la lexicología. También trabaja sobre el discurso científico, el lenguaje y la historia de los medios.

## Distinciones
- Orden del Mérito de Baviera (2023)
- Paul Harris Fellow[9] de Rotary International (2021)
- Doctorado honoris causa[10] de la Universidad del Salvador en Buenos Aires (2018)
- Prix Germaine de Staël[11] de la Asociación Alemana de Francoromanistas (2006)
- Elise-Richter-Preis[12][13] de la Asociación Alemana de Romanistas (2005)

## Literatura
- "Porträt Ursula Reutner". En: Romanistik in Geschichte und Gegenwart 17/1 (2011), p. 159–163.

## Obras seleccionadas
- Manual of Romance Languages in Africa. De Gruyter, Berlin/Boston 2024, ISBN 978-3-11-062610-0.
- Manuel des francophonies. De Gruyter, Berlin/Boston 2017, ISBN 978-3-11-034670-1.
- Interkulturelle Kompetenz. Anleitung zum Fremdgehen - Ein Lernparcours. Westermann, Braunschweig 2015, ISBN 978-3-14-162172-3.
- Lingüística mediática y traducción audiovisual. Lang, Frankfurt am Main 2015, ISBN 978-3-631-66486-5.
- Von der Zeitung zur Twitterdämmerung. LIT, Münster 2014, ISBN 978-3-643-12451-7.
- Bienvenue chez les Ch'tis. Reclam, Stuttgart 2013, ISBN 978-3-15-019821-6.
- Political Correctness. Lang, Frankfurt 2012, ISBN 978-3-631-62242-1.
- Von der digitalen zur interkulturellen Revolution. Nomos, Baden-Baden 2012, ISBN 978-3-8329-7880-8.
- Geschichte der italienischen Sprache. Narr, Tübingen 2011, ISBN 978-3-8233-6653-9.
- Sprache und Tabu, Interpretationen zu französischen und italienischen Euphemismen. Beihefte zur Zeitschrift für Romanische Philologie. Band 346. Niemeyer, Tübingen 2009, ISBN 978-3-484-52346-3.
- 400 Jahre Quebec. Kulturkontakte zwischen Konfrontation und Kooperation. Winter, Heidelberg 2009, ISBN 978-3-8253-5708-5.
- Beiträge zur Kreolistik. Buske, Hamburg 2007, ISBN 978-3-87548-478-6.
- Sprache und Identität einer postkolonialen Gesellschaft im Zeitalter der Globalisierung (enlace roto disponible en Internet Archive; véase el historial, la primera versión y la última).. Eine Studie zu den französischen Antillen Guadeloupe und Martinique. Buske, Hamburg 2005, ISBN 3-87548-423-1.